# 戻ってきた将軍たち
戻ってきた将軍たち(The Aquitaine Progression)は、ロバート・ラドラムによって1984年に発表された小説である。1984年のニューヨーク・タイムズベストセラー・リスト第1位を獲得した

## あらすじ
国際弁護士であるジョエル・コンバース(Joel Converse)は、ベトナム戦争で戦闘機のパイロットとして空を飛び、また撃墜された後には収監された北ベトナム軍の捕虜収容所から脱走した過去を持つ。彼はスイスとアメリカの二企業間合併に関する案件を解決するべく担当弁護士としてジュネーブを訪れる。ところが相手側の担当弁護士プレストン・ハリディ(Preston Halliday)が打ち合わせの電話の中でジョエルの旧友を名乗ったのである。ジョエルにとってはほとんど聞き覚えの無い名前であったが、実際に出会ってみればその正体は確かに学生時代の友人エーブリー・ファウラー(Avery Fowler)であった。ファウラーは何故偽名を名乗っているのかは明かさなかったが、コンバースは久しぶりの再開を喜び思い出話に花を咲かせた。だが、ファウラーは唐突にある秘密結社の解体をコンバースに依頼する。ファウラーはその秘密結社を流浪の政府と表現し、その指導者としてマーカス・デラベーン将軍(Marcus Delavane)の名を上げたのである。強権を振るい、被害を顧みずに訓練や装備が不十分な部隊をジャングルに送り込んでいた事から狂人マーカス(Mad Marcus)と呼ばれていたデラベーン将軍は、ベトナム戦争時にサイゴン司令部の司令官だった軍人であり、コンバースが撃墜される事になるトー渓谷への出撃を命じた張本人であった。さらにファウラーはこの再会が決して偶然ではない事、そして自分がかつてデラベーン将軍の弁護士を務めていて、その折に彼らの世界的陰謀に気づいた事をコンバースに伝える。ファウラーは「将軍達だ。彼らが戻ってくる」と小声で語る。ファウラーが言うには、世界各国の老軍人達が密かに結託し、世界征服を目論んでいるというのである。既に多くの支持者を得ている"将軍たち"の手先は、例えばアメリカでは国務省やペンタゴンにも入り込んでいるという。ファウラーはこの陰謀を阻止したいという依頼が、匿名を希望するある高名な人物によって成されたものだということを明かすが、コンバースは依頼方法があまりに疑わしく、またファウラーやその依頼人がコンバースの周辺の人間にまで密かに根回ししていた事を明かされ、手駒扱いに激怒して依頼を断ってしまう。ファウラーは一つの封筒をコンバースの元に残し、件の合併に関する会議の後にもう一度話しあおうと言って立ち去る。だが、会議室にファウラーは現れず、そのまま会議が始まってしまった。
そして会議が今まさに終わろうという時、会議室の外から悲鳴が響き渡った。コンバースらが扉を開けると、血まみれになったファウラーが倒れていたのである。慌てて抱き起こしたコンバースが「何があったんだ」と尋ねると、ファウラーは"将軍たち"の組織アキテーヌ（Aquitaine）の刺客による待ち伏せを受けた事を話して息絶えてしまう。コンバースはファウラーが封筒の中に残した手がかりを元にアキテーヌを追うが、陰謀に気づき彼に協力しようとした者は次々と暗殺されてゆく。さらにコンバースはその殺人犯に仕立て上げられ、インターポルによって国際指名手配を受けてしまう。信頼しうる上司や元妻までもが彼を馬鹿馬鹿しい陰謀論に侵された狂人として扱い、自首を勧めながら彼を追うインターポルに協力する。それでも彼はデラベーン将軍たちアキテーヌに立ち向かうべくヨーロッパ中を駆けまわる。

## 登場人物
ジョエル・コンバース
主人公。アメリカの国際弁護士。ベトナム戦争ではパイロットとして従軍したが、トー渓谷にて撃墜され捕虜収容所に収監された経験を持つ。当時、彼の脱走劇はアメリカ中に報じられ周囲からは英雄として扱われていたが、現在でも捕虜収容所における拷問や脱走の際に仲間を見捨てざるを得なかった事がトラウマになっている。ジュネーブで出会った旧友エーブリー・ファウラーから"将軍たち"の陰謀を明かされ、連続殺人鬼の濡れ衣を着せられながらもこの世界的な陰謀と対峙する事になる。
エーブリー・ファウラー
コンバースの旧友。ジュネーブにてプレストン・ハリディを名乗ってコンバースとの再会を果たし、"将軍たち"が世界征服のために陰謀を張り巡らせている事を明かす。だが、その直後に"将軍たち"が送り込んだ刺客によって暗殺されてしまう。
ネーサン・シモン
ローレンス・タルボット
共にコンバースが所属するタルボット＝ブルックス＆シモン社の共同経営者。コンバースの上司に当たり、コンバースがトラブルを抱えてきた時にはいつも相談に乗っている。しかしインターポールによる国際指名手配が行われると、彼らはコンバースを疑いきれぬまま電話で自首を勧めるなどしてインターポールの捜査に協力していく。
バレリー・シャルパンティエ
コンバースの元妻。シモンやタルボットに請われてインターポールの捜査に協力するが、やはり彼らと同様に心の奥底ではコンバースのことを信じている。

### アキテーヌの"将軍たち"
エーリヒ・リーフヘルム
西ドイツの将軍。ヒトラー・ユーゲント団員を経て陸軍将校となり、第二次世界大戦では数多の戦功と共に昇進を重ねて最年少の元帥の1人となった。一方ではヒトラー暗殺計画にも関与していたとされ、戦後は連合国の要請を受けて国境警備隊の幹部将校として旧軍の解体と再軍備に関与し、ドイツ連邦軍の将官としてNATO軍司令官なども歴任した。保守勢力を代表して軍拡を主張していた為、ドイツ首相直々に更迭された。現在はいくつかの大企業に重役としてその名を置いている。
シャイム・アブラムズ
イスラエルの将軍。サーブラ(Sabra, 土着のイスラエル人)の出身であることからアブラハムの息子たる「生粋のユダヤ人」を自称し、また周囲からもそう呼ばれている。かつてはテロ組織イルグンの一員であり、その後もゲリラ闘争に身を投じてイスラエル独立の英雄の一人となった。何ら抵抗を試みず同胞の虐殺を黙って見ていたとして、戦後イスラエルに移住してきた「生粋のユダヤ人」ではない諸外国出身のユダヤ人たちを快く思っていない。
ジャック・ルイ・ベルトルディエ
フランスの将軍。厳格な将校だった父の元、自身も軍人としての道を歩み、フランス陥落後はレジスタンスの指揮官となる。第二次世界大戦後はフランス陸軍士官として世界各地を巡ったが、ド・ゴール将軍の植民地政策に失望した為にOASに接近する。しかしOASの解散後は特に処罰を受けることもなくド・ゴールの側近となった。ただし政治的権力が与えられる事がないまま陸軍を退役した。現在は株式取引関連企業の理事という地位にある。
ジャン・バン・ヘッドマー
南アフリカ共和国の将軍。「ソウェトの殺人鬼」の異名で知られる。ケープタウンの貴族階級の出身。優勢民族思想の支持者であり、バンツー族に対する根深い差別感情を抱いている。その過激な思想の為、第二次世界大戦中にはフルウールト首相らと共に投獄されていた経験を持つ。未開の地を切り開いて国を得た事に誇りを持っており、同じようにパレスチナを切り開いたイスラエルにも敬意を感じている。その為、将軍たちの中でもアブラムズとは特に親交が深い。
ジョージ・マーカス・デラベーン
アメリカの将軍。「狂人マーカス」の異名で知られる。ベトナム戦争時にサイゴン司令部の司令官だった軍人であり、コンバースにトー渓谷への出撃を命じた張本人である。アキテーヌの首領として、他の将軍たちと共に世界征服を目論む。